# Pedro de la Rosa
Pedro Martínez de la Rosa (Barcelona, 24. veljače 1971.) je bivši španjolski vozač Formule 1 i prvak Formule Nippon.